# Nkotsi
Nkotsi ist einer von 15 Sektoren im Distrikt Musanze in der Nordprovinz von Ruanda.

## Geographie
Nkotsi hat eine Fläche von 23,9 km² und liegt auf einer Höhe von etwa 1760 m. Der Sektor unterteilt sich in die fünf Zellen Bikara, Gashinga, Mubago, Rugeshi und Ruyumba. Nachbarsektoren sind im Norden Muko, im Osten Rwaza, im Südosten Rusasa, im Süden Rugera, im Südwesten Kintobo, im Westen Busogo und im Nordwesten Kimonyi. Die Ostgrenze von Nkotsi bildet der Fluss Mukungwa.
Im Sektor befindet sich der Buhanga Eco-Park.

## Bevölkerung
Nach der Volkszählung von 2022 betrug die Einwohnerzahl 17.349 Einwohner. Zehn Jahre zuvor waren es 13.546, was einem jährlichen Bevölkerungszuwachs von 2,5 Prozent zwischen 2012 und 2022 entspricht.

## Verkehr
Durch die Osthälfte des Sektors verläuft in Nord-Süd-Richtung die Nationalstraße 17. Weiter westlich führen zudem zwei District Roads durch Nkotsi.